# Dolmen Editorial
Dolmen Editorial és una editorial de llibres, revistes i sobretot còmics, tant d'autors nacionals com a estrangers, situada a Palma. Va ser fundada per Vicente García, Carlos Pacheco, Francisco Pérez Navarro i el col·leccionista Jaume Vaquer el 2001, entorn de la revista homònima.

## Trajectòria editorial
Vicente García, que dirigia des de 1994 la revista Dolmen, crea al juny de 2000, el segell Eros Edicions per editar la revista eròtica del mateix nom.
Al maig de 2001, es crea definitivament Dolmen Editorial, la qual, en el seu primer any, només edita les miniseries Shockrockets i Solo un peregrino, a part dels números de les revistes Dolmen, Eros Comix i el recopilatori de la sèrie Haciendo amigos de David Ramírez.
Posteriorment, editaria les sèries Dylan Dog, Vampire Hunter, Alien Legion o Los_Reyes Elfos, entre d'altres. Entre els seus llibres, cal citar les novel·les de les aventures d'Indiana Jones o les històries de les sèries televisives Lost o Anatomia de Grey.
Destaca també la col·lecció Línia Z, dedicada a explotar el fenomen zombi, amb novel·les com a Apocalipsis Z de Manel Loureiro, Naturaleza Muerta de Víctor Conde, Los Caminantes i la seva continuació, Necròpolis, de Carlos Sisí, Diario de un Zombi de Sergi Llauger o els últims títols,"Cuando Susanah llora" de J.J. Castillo i Instinto de superviviente de Darío Vilas Couselo, obres en les quals el gènere Z ha evolucionat, allunyant-se dels tòpics de supervivents en lluita contra hordes zombi per atorgar pes dramàtic als personatges.
Dins d'aquesta mateixa línia es publica la col·lecció Antologia Z, una sèrie de llibres que recopilen relats sobre el gènere zombi escrits per diferents autors, entre els quals destaca Zombimaquia.
La seva aposta per la literatura de morts vivents fa que en 2012 es creï la Ruta Zombi, un esdeveniment nacional que conjuga concursos de disfresses amb sessions de signatures i xerrades amb els autors dels llibres de temàtica zombi.